# Dysmilichia fukudai
Dysmilichia fukudai är en fjärilsart som beskrevs av Shigero Sugi 1963. Dysmilichia fukudai ingår i släktet Dysmilichia och familjen nattflyn. Inga underarter finns listade i Catalogue of Life.